# Liste des titres musicaux numéro un en Allemagne en 2021
Cette page liste les titres numéro un dans les meilleures ventes de disques en Allemagne pour l'année 2021 selon Media Control Charts.
Les classements sont issus des 100 meilleures ventes de singles et des 100 meilleures ventes d'albums. Ils se déroulent du vendredi au jeudi, et sont publiés le mardi par l'industrie musicale allemande.

## Classement des singles
| №  | Date         | Artiste                                   | Titre                            | Référence |
| -- | ------------ | ----------------------------------------- | -------------------------------- | --------- |
| 1  | 1er janvier  | Mariah Carey                              | All I Want for Christmas Is You  |           |
| 2  | 8 janvier    | Apache 207                                | Angst                            |           |
| 3  | 15 janvier   | Katja Krasavice feat. Elif                | Highway                          |           |
| 4  | 22 janvier   | Kasimir1441 feat. Badmómzjay              | Ohne dich                        |           |
| 5  | 29 janvier   | Kasimir1441 feat. Badmómzjay              | Ohne dich                        |           |
| 6  | 5 février    | Kasimir1441 feat. Badmómzjay              | Ohne dich                        |           |
| 7  | 12 février   | Kasimir1441 feat. Badmómzjay              | Ohne dich                        |           |
| 8  | 19 février   | Nathan Evans                              | Soon May the Wellerman Come      |           |
| 9  | 26 février   | Bausa feat. Apache 207                    | Madonna                          |           |
| 10 | 5 mars       | Nathan Evans                              | Soon May the Wellerman Come      |           |
| 11 | 12 mars      | Nathan Evans                              | Soon May the Wellerman Come      |           |
| 12 | 19 mars      | Nathan Evans                              | Soon May the Wellerman Come      |           |
| 13 | 26 mars      | Nathan Evans                              | Soon May the Wellerman Come      |           |
| 14 | 2 avril      | Nathan Evans                              | Soon May the Wellerman Come      |           |
| 15 | 9 avril      | Nathan Evans                              | Soon May the Wellerman Come      |           |
| 16 | 16 avril     | Nathan Evans                              | Soon May the Wellerman Come      |           |
| 17 | 23 avril     | Nathan Evans                              | Soon May the Wellerman Come      |           |
| 18 | 30 avril     | Saweetie feat. Doja Cat & Katja Krasavice | Best Friend (Remix)              |           |
| 19 | 7 mai        | Nathan Evans                              | Soon May the Wellerman Come      |           |
| 20 | 14 mai       | Bonez MC feat. Frauenarzt                 | Extasy                           |           |
| 21 | 21 mai       | Shirin David                              | Ich darf das                     |           |
| 22 | 28 mai       | Shirin David                              | Ich darf das                     |           |
| 23 | 4 juin       | Loredana & Mozzik                         | Rosenkrieg                       |           |
| 24 | 11 juin      | Olivia Rodrigo                            | Good 4 U                         |           |
| 25 | 18 juin      | Olivia Rodrigo                            | Good 4 U                         |           |
| 26 | 25 juin      | Måneskin                                  | Beggin’                          |           |
| 27 | 2 juillet    | Pashanim                                  | Sommergewitter                   |           |
| 28 | 9 juillet    | Shirin David                              | Lieben wir                       |           |
| 29 | 16 juillet   | Ed Sheeran                                | Bad Habits                       |           |
| 30 | 23 juillet   | Ed Sheeran                                | Bad Habits                       |           |
| 31 | 30 juillet   | RAF Camora feat. Bonez MC                 | Blaues Licht                     |           |
| 32 | 6 août       | Ed Sheeran                                | Bad Habits                       |           |
| 33 | 13 août      | Ed Sheeran                                | Bad Habits                       |           |
| 34 | 20 août      | Montez                                    | Auf & ab                         |           |
| 35 | 27 août      | Metallica                                 | Enter Sandman                    |           |
| 36 | 3 septembre  | The Kid Laroi & Justin Bieber             | Stay                             |           |
| 37 | 10 septembre | Shindy                                    | Mandarinen                       |           |
| 38 | 17 septembre | RAF Camora feat. Luciano                  | 2CB                              |           |
| 39 | 24 septembre | Katja Krasavice                           | Pussy Power                      |           |
| 40 | 1er octobre  | The Kid Laroi & Justin Bieber             | Stay                             |           |
| 41 | 8 octobre    | Apache 207                                | Kapitel II Vodka                 |           |
| 42 | 15 octobre   | Ed Sheeran                                | Shivers                          |           |
| 43 | 22 octobre   | Adele                                     | Easy On Me                       |           |
| 44 | 29 octobre   | Ed Sheeran                                | Shivers                          |           |
| 45 | 5 novembre   | Shirin David feat. Kitty Kat              | Be a Hoe/Break a Hoe             |           |
| 46 | 12 novembre  | Katja Krasavice feat. Leony               | Raindrops                        |           |
| 47 | 19 novembre  | Kummer feat. Fred Rabe                    | Der letzte Song (Alles wird gut) |           |
| 48 | 26 novembre  | Adele                                     | Easy On Me                       |           |
| 49 | 3 décembre   | Mariah Carey                              | All I Want for Christmas Is You  |           |
| 50 | 10 décembre  | Mariah Carey                              | All I Want for Christmas Is You  |           |
| 51 | 17 décembre  | Mariah Carey                              | All I Want for Christmas Is You  |           |
| 52 | 24 décembre  | Wham!                                     | Last Christmas                   |           |
| 53 | 31 décembre  | Wham!                                     | Last Christmas                   |           |

## Classement des albums
| №  | Date         | Artiste              | Titre                                                      | Référence |
| -- | ------------ | -------------------- | ---------------------------------------------------------- | --------- |
| 1  | 1er janvier  | Helene Fischer       | Die Helene Fischer Show – Meine schönsten Momente (Vol. 1) |           |
| 2  | 8 janvier    | AC/DC                | Power Up                                                   |           |
| 3  | 15 janvier   | Daniela Alfinito     | Splitter aus Glück                                         |           |
| 4  | 22 janvier   | LX                   | Inhale/Exhale                                              |           |
| 5  | 29 janvier   | Asche & Kollegah     | Natural Born Killas                                        |           |
| 6  | 5 février    | Katja Krasavice      | Eure Mami                                                  |           |
| 7  | 12 février   | Foo Fighters         | Medicine at Midnight                                       |           |
| 8  | 19 février   | Schiller             | Summer in Berlin                                           |           |
| 9  | 26 février   | Kool Savas           | Aghori                                                     |           |
| 10 | 5 mars       | Alice Cooper         | Detroit Stories                                            |           |
| 11 | 12 mars      | King Orgasmus One    | Manifest                                                   |           |
| 12 | 19 mars      | Eisbrecher           | Liebe macht Monster                                        |           |
| 13 | 26 mars      | Maite Kelly          | Hello!                                                     |           |
| 14 | 2 avril      | Fler                 | Widder                                                     |           |
| 15 | 9 avril      | Sierra Kidd          | Naosu                                                      |           |
| 16 | 16 avril     | Giovanni Zarrella    | Ciao!                                                      |           |
| 17 | 23 avril     | Ben Zucker           | Jetzt erst recht!                                          |           |
| 18 | 30 avril     | Broilers             | Puro amor                                                  |           |
| 19 | 7 mai        | Ufo361               | Stay High                                                  |           |
| 20 | 14 mai       | Wincent Weiss        | Vielleicht irgendwann                                      |           |
| 21 | 21 mai       | 187 Strassenbande    | Sampler 5                                                  |           |
| 22 | 28 mai       | Kontra K             | Aus dem Licht in den Schatten zurück                       |           |
| 23 | 4 juin       | K.I.Z                | Rap über Hass                                              |           |
| 24 | 11 juin      | No Angels            | 20                                                         |           |
| 25 | 18 juin      | Azet                 | Neue Welt                                                  |           |
| 26 | 25 juin      | Helloween            | Helloween                                                  |           |
| 27 | 2 juillet    | Kastelruther Spatzen | HeimatLiebe                                                |           |
| 28 | 9 juillet    | Danger Dan           | Das ist alles von der Kunstfreiheit gedeckt                |           |
| 29 | 16 juillet   | Die Amigos           | Freiheit                                                   |           |
| 30 | 23 juillet   | RAF Camora           | Zukunft                                                    |           |
| 31 | 30 juillet   | Farid Bang           | Asozialer Marokkaner                                       |           |
| 32 | 6 août       | Billie Eilish        | Happier Than Ever                                          |           |
| 33 | 13 août      | Cro                  | Trip                                                       |           |
| 34 | 20 août      | Genetikk             | MDNA                                                       |           |
| 35 | 27 août      | Leoniden             | Complex Happenings Reduced to a Simple Design              |           |
| 36 | 3 septembre  | Beatrice Egli        | Alles was du brauchst                                      |           |
| 37 | 10 septembre | Iron Maiden          | Senjutsu                                                   |           |
| 38 | 17 septembre | Metallica            | Metallica                                                  |           |
| 39 | 24 septembre | Peter Maffay         | So weit                                                    |           |
| 40 | 1er octobre  | Die Ärzte            | Dunkel                                                     |           |
| 41 | 8 octobre    | RAF Camora           | Zukunft                                                    |           |
| 42 | 15 octobre   | Santiano             | Wenn die Kälte kommt                                       |           |
| 43 | 22 octobre   | Helene Fischer       | Rausch                                                     |           |
| 44 | 29 octobre   | Helene Fischer       | Rausch                                                     |           |
| 45 | 5 novembre   | Ed Sheeran           | =                                                          |           |
| 46 | 12 novembre  | ABBA                 | Voyage                                                     |           |
| 47 | 19 novembre  | ABBA                 | Voyage                                                     |           |
| 48 | 26 novembre  | Adele                | 30                                                         |           |
| 49 | 3 décembre   | ABBA                 | Voyage                                                     |           |
| 50 | 10 décembre  | Volbeat              | Servant of the Mind                                        |           |
| 51 | 17 décembre  | Frei.Wild            | 20 Jahre – Wir schaffen Deutsch.Land                       |           |
| 52 | 24 décembre  | Fynn Kliemann        | Nur                                                        |           |
| 53 | 31 décembre  | Philipp Burger       | Kontrollierte Anarchie                                     |           |

## Hit-parade de l'année
| Singles | Albums |
| --- | --- |
| 1. Nathan Evans – Soon May the Wellerman Come 2. Ed Sheeran – Bad Habits 3. Tiësto - The Business 4. Riton & Nightcrawlers feat. Mufasa and Hypeman - Friday (Dopamine Re-Edit) 5. The Weeknd - Save Your Tears 6. The Kid Laroi & Justin Bieber - Stay 7. Shouse - Love Tonight 8. ATB, Topic & A7S - Your Love (9PM) 9. The Weeknd - Blinding Lights 10. Olivia Rodrigo - Good 4 U | 1. ABBA – Voyage 2. Helene Fischer - Rausch 3. AC/DC – Power Up 4. Die Ärzte - Dunkel 5. Santiano - Wenn die Kälte kommt 6. Iron Maiden – Senjutsu 7. Adele - 30 8. Helene Fischer - Die Helene Fischer Show – Meine schönsten Momente (Vol. 1) 9. Udo Lindenberg - Udopium – Das Beste 10. Kontra K - Aus dem Licht in den Schatten zurück |